# Hieracium alatum
Hieracium alatum es una especie de planta con flor del género Hieracium, de la familia Asteraceae, orden Asterales.

## Distribución
Hieracium alatum se distribuye por Francia y España.

## Taxonomía
Fue descrita científicamente por Lapeyr. Fue publicada en Hist. Pl. Pyrénées: 478 (1813).